# Ключовка
Ключовка (укр. Ключівка) — село в Красиловском районе Хмельницкой области Украины.
Население по переписи 2001 года составляло 383 человека. Почтовый индекс — 31023. Телефонный код — 3855. Занимает площадь 1,043 км². Код КОАТУУ — 6822781204.

## История
В 1946 г. указом ПВС УССР село Мазепинцы переименовано в Ключовку.

## Местный совет
31022, Хмельницкая обл., Красиловский р-н, с. Великие Орлинцы, ул. Центральная